# Juan Luria

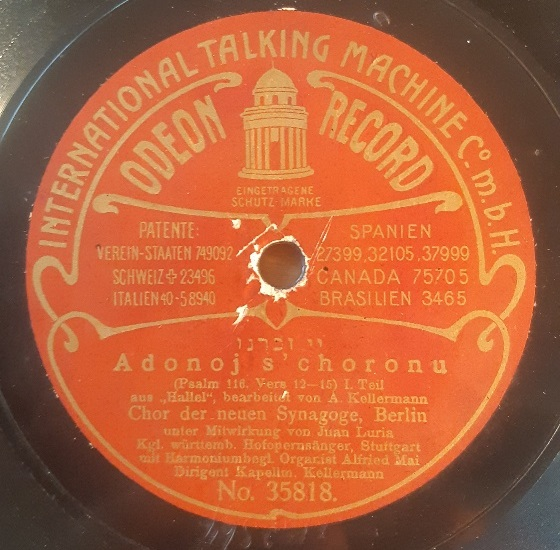
Schallplatte von Juan Luria (Berlin 1907)

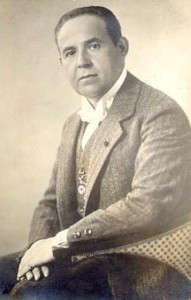
Juan Luria

Juan Luria, auch Giovanni Luria, Johannes Lorie oder Johannes Lorié, eigentlich Isidor Luria (* 20. Dezember 1862 in Warschau; † 21. Mai 1943 im Vernichtungslager Sobibór) war ein polnischer Opernsänger (Bariton) und Gesangspädagoge.

## Leben

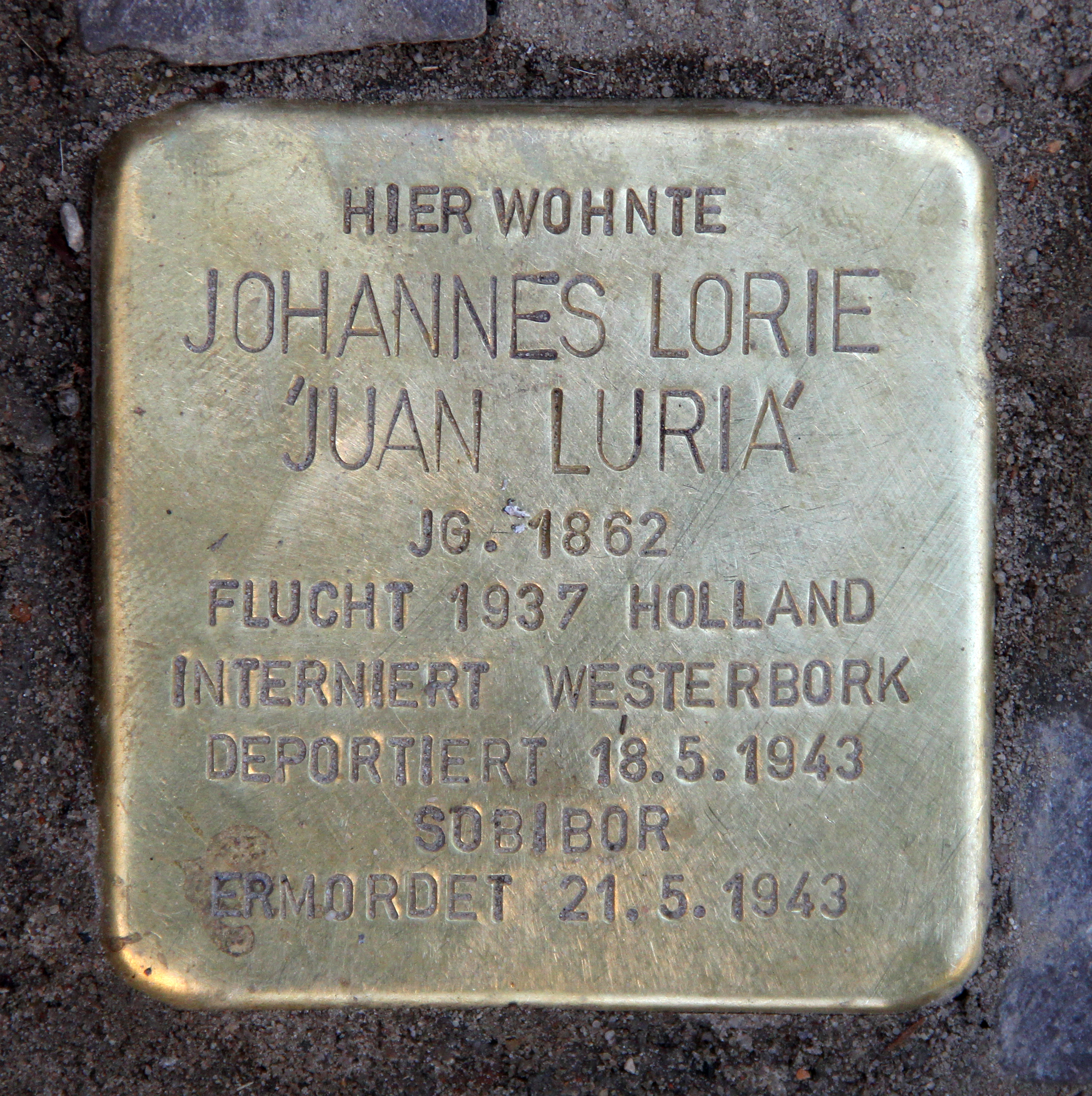
Stolperstein an Lurias letztem Berliner Wohn- und Arbeitsort in der Bleibtreustraße 44

Luria studierte Gesang bei Josef Gänsbacher in Wien. Sein Operndebüt gab er 1884 an der Wiener Hofoper. 1885 war er am Hoftheater in Stuttgart engagiert. In der Spielzeit 1890/91 sang er an der Metropolitan Opera in New York unter anderem den Grafen Nevers in den Hugenotten, den Don Pizarro im Fidelio, den Kurwenal in Tristan und Isolde und den Alberich und den Gunther im Ring. Ab 1891 sang er an mehreren italienischen Opernhäusern, zum Beispiel 1897 an der Mailänder Scala als Wotan in der italienischen Erstaufführung der Walküre. Es folgte Gastspiele in Berlin, Elberfeld, Wien, München und Brüssel.
Nachdem er 1908 zuletzt am Berliner Theater des Westens aufgetreten war, widmete sich Luria seiner Tätigkeit als Gesangslehrer in Charlottenburg. Zu seinen Schülerinnen und Schülern zählten Elfriede Marherr (1888–1973), Käthe Heidersbach-Källe (1897–1979), Michael Bohnen, Dela Gotthelft und Gotthelf Pistor (1887–1947). In Berlin wurde er Mitglied der Freimaurerloge Victoria.
Als nach der Machtübernahme der Nationalsozialisten die Repressionen gegen Juden immer größere Ausmaße annahmen, floh Luria 1937 in die Niederlande, wo er in Amsterdam und Den Haag unterrichtete. Nach der Besetzung der Niederlande durch die Wehrmacht im Mai 1940 wurde Luria im Judendurchgangslager Westerbork interniert, von dort am 18. Mai 1943 in das Vernichtungslager Sobibór deportiert und bei Ankunft ermordet.
Die Stimme von Juan Luria ist durch zahlreiche Schallplatten erhalten geblieben, sie erschienen in Berlin unter den Etiketten von Lyrophon (1904), Favorite (1905-07 und 1911), G&T (1907), Dacapo (1907 und 1912, hier auch synagogale Gesänge), Odeon (1907-08, hier ebenfalls u. a. synagogale Gesänge), Anker (1907-08 und 1911), Homokord (1908), Beka (1910-11) und Parlophon (1911).

## Gedenken
Am 12. November 2013 wurde vor seinem ehemaligen Wohnhaus, in Berlin-Charlottenburg, Bleibtreustraße 44, ein Stolperstein verlegt.